# Индавджи
Индавджи или Индавгьи (бирм. အင်းတော်ကြီး) — пресноводное озеро на севере Мьянмы (Бирмы), на территории штата Качин. Крупнейшее пресноводное озёро Бирмы и одно из крупнейших в Юго-Восточной Азии.
Площадь озера составляет около 120 км², длина — 24 км, ширина — до 7 км.
В озере растёт множество водорослей и водных растений, благодаря чему на озере встречается большое количество водоплавающих птиц. В 1999 году район озера был объявлен государственным природным заповедником, чья территория составляет 73600 га.